# 송재웅
송재웅(1946년 4월 2일~)은 대한민국의 다이빙 선수로, 1964년 하계 올림픽과 1968년 하계 올림픽에 참가했다.